# Marek Dochnal
Marek Alojzy Dochnal (ur. 16 września 1961 w Tarnowie) – polski przedsiębiorca określany jako lobbysta oraz przestępca.

## Życiorys

### Wykształcenie
Absolwent filozofii i prawa na Uniwersytecie Jagiellońskim. W 1989 roku ukończył dwuletnie studia podyplomowe z zakresu prawa na Westfalskim Uniwersytecie Wilhelma w Münster. W 1990 roku ukończył zarządzanie międzynarodowe na Uniwersytecie Columbia.

### Działalość gospodarcza
W 1990 założył spółkę doradztwa biznesowego Proxy sp. z o.o., która wspierała m.in. restrukturyzację państwowego producenta amunicji Mesko. Najwyższa Izba Kontroli zakwestionowała wartość merytoryczną przygotowywanych przez spółkę materiałów oraz zarzuciła jej ujawnienie tajemnicy państwowej.
W 1993, wraz z Ciechem i grupą Investment Partners, czyli Elektrimem, Agrosem, Polskim Bankiem Rozwoju, Tomaszem Drewniakiem i Markiem Goldą, współtworzy konsorcjum Chemiko, które podjęło próbę prywatyzacji Ciechu, zablokowaną przez rząd Waldemara Pawlaka. W 1994 założył kilka spółek, m.in. firmę doradczą Larchmont Capital, agencję public relations Blue Sky Communications oraz Triton Holding z branży energetycznej. W ramach działalności doradczej i lobbingowej wspierał m.in. Saab Group w trakcie przetargu na zakup wielozadaniowego samolotu bojowego dla polskich Sił Powietrznych, oraz podmioty zagraniczne w ramach procesów prywatyzacji m.in. Cementowni Ożarów oraz Polskich Hutach Stali. W latach 1995–1997 współpracował z Siegriejem Gawriłowem, akcjonariuszem Banku Powierniczo-Gwarancyjnego, oskarżanego o szpiegostwo.
W 1996 zaangażowany w proces powstawania Polkomtela. W latach 1996–2003 współpracuje z projektantem mody Maciejem Zieniem.
W 2004 założył Polski Fundusz Komunalny, zajmujący się sekurytyzacją wierzytelności komunalnych.

### Postępowania i wyroki sądowe
26 września 2004 zatrzymany przez funkcjonariuszy Agencji Bezpieczeństwa Wewnętrznego. Od 28 września 2004 do 31 stycznia 2008 roku sąd stosował wobec niego środek zapobiegawczy w postaci tymczasowego aresztowania. W lipcu 2007 Dochnal złożył skargę na długotrwały areszt (zob. areszt wydobywczy) do Europejskiego Trybunału Praw Człowieka. 28 stycznia 2008 Sąd Apelacyjny w Warszawie odmówił przedłużenia aresztu tymczasowego o kolejne 3 miesiące, o co wnioskował prokurator prowadzący postępowanie. Oskarżony m.in. o korupcję i pranie brudnych pieniędzy, Dochnal został zwolniony z aresztu (ZK Sieradz) po trzech latach i czterech miesiącach. Ponownie został aresztowany w sierpniu 2008 pod zarzutem pomocnictwa w uzyskaniu fałszywych dokumentów, które miały mu ułatwić opuszczenie kraju. 20 lutego 2009 opuścił areszt w Mysłowicach, po wpłaceniu kaucji w wysokości 850 tys. dolarów. 18 września 2012 Europejski Trybunał Praw Człowieka zasądził na rzecz Dochnala 12,1 tys. euro odszkodowania za długotrwały areszt, brak możliwości spotkań z rodziną i bezprawny brak dostępu do akt toczących się wobec niego śledztw.
W programie telewizji TVN Teraz my! Marek Dochnal twierdził, że dziennikarka Wprost, Dorota Kania, pożyczyła 245 tysięcy złotych od jego teściowej, a w zamian za to Kania miała umożliwić Dochnalowi kontakty z politykami PiS w sprawie rzekomej pożyczki zaciągniętej u jego rodziny przez Kanię. W odpowiedzi dziennikarka zaprzeczyła tym informacjom i złożyła w sądzie pozew przeciwko Dochnalowi. W tej sprawie oświadczenie wydała Rada Etyki Mediów, zalecając powstrzymanie się od ferowania wyroków medialnych. W kwietniu 2009 proces został zawieszony. W 2019 zapadł prawomocny wyrok potwierdzający słowa Dochnala. 
W 2012 roku zostały mu postawione zarzuty związane z nieprawidłowym zaksięgowaniem dochodów z prywatyzacji Huty Częstochowa. 25 czerwca 2012 został skazany za korupcję (wręczenie łapówki posłowi Andrzejowi Pęczakowi) przez Sąd Rejonowy w Pabianicach na karę trzech lat i sześciu miesięcy pozbawienia wolności oraz 450 tys. zł grzywny; wyrok nie był prawomocny. 10 września 2013 Sąd Okręgowy w Łodzi utrzymał w mocy wyrok pierwszej instancji, jednocześnie zaliczając na poczet orzeczonej prawomocnie kary okres spędzony dotychczas przez Dochnala w areszcie.
26 stycznia 2015 Marek Dochnal wygrał postępowanie kasacyjne w Sądzie Najwyższym. Sąd Najwyższy uwzględnił w całości argumentację jego skargi kasacyjnej i uchylił zaskarżone orzeczenie Sądu Okręgowego w Łodzi oraz przekazał sprawę do ponownego rozpoznania. 20 października 2015 Sąd Okręgowy w Łodzi wydał wyrok, w którym skazał Dochnala na trzy lata pozbawienia wolności i utrzymał w mocy karę grzywny. Wyrok był prawomocny i podlegał wykonaniu, istnieje jednak możliwość wniesienia kasacji.

### Kariera sportowa
W 2004 zwyciężył w turnieju Cartier World Cup on Snow w Sankt Moritz w grze polo na śniegu. W 2005 Larchmont Capital należąca do Dochnala była sponsorem The Larchmont Royal Windsor Cup, gdzie wraz z angielską królową Elżbietą II pełnił honory gospodarza najważniejszego turnieju polo w Europie.